# Lee Carsley
Lee Kevin Carsley (Birmingham, 28 de fevereiro de 1974) é um ex-futebolista e treinador irlandês que é o atual treinador da Seleção Inglesa Sub-21 e treinador interino da Seleção Inglesa.